# Bezange-la-Grande
Bezange-la-Grande település Franciaországban, Meurthe-et-Moselle megyében. Lakosainak száma 166 fő (2022. január 1.). Bezange-la-Grande Chambrey, Arracourt, Athienville, Salonnes, Hoéville, Moncel-sur-Seille, Vic-sur-Seille és Sornéville községekkel határos.

## Népesség
A település népességének változása:
| Lakosok száma | 192  | 202  | 202  | 176  | 166  | 163  | 158  | 158  | 161  | 166  |
|               | 1968 | 1982 | 1990 | 2006 | 2013 | 2015 | 2017 | 2019 | 2020 | 2022 |